# Corina Căprioriu
Corina Căprioriu (Lugoj, 18 luglio 1986) è una judoka rumena, vincitrice della medaglia di bronzo nei 57 kg ai Giochi olimpici di Londra 2012.

## Palmarès
- Giochi olimpici

Londra 2012: argento nei 57 kg.
- Campionati mondiali di judo

2011 - Tokyo: bronzo nei 57 kg.
2015 - Astana: argento nei 57 kg.
- Campionati europei di judo

2010 - Vienna: oro nei 57 kg.
2011 - Istanbul: bronzo nei 57 kg.